# Farah (província)
Farah ou Farāh (Persa: فراه) é uma província do Afeganistão. Sua capital é a cidade de Farah.